# Акжарський сільський округ (Сариагаський район)
Акжа́рський сільський округ (каз. Ақжар ауылдық округі, рос. Акжарский сельский округ) — адміністративна одиниця у складі Сариагаського району Туркестанської області Казахстану. Адміністративний центр — село Акжар.
Населення — 7594 особи (2021; 6778 у 2009, 5014 у 1999, 5293 у 1989).
Станом на 1989 рік існувала Тельманська сільська рада (села Багіж, Степне, селища Коскудук, Узинбулак).

## Склад
До складу округу входять такі населені пункти:
| Населений пункт   | Колишні назви | Населення, осіб (1989) | Населення, осіб (1999) | Населення, осіб (2009) | Населення, осіб (2021) |
| ----------------- | ------------- | ---------------------- | ---------------------- | ---------------------- | ---------------------- |
| Акжар, село       | Степне        | 4436                   | 4118                   | 5635                   | 6527                   |
| Багиж, село       | Багіж         | 754                    | 896                    | 1143                   | 1067                   |
| Коскудук, селище  | -             | 56                     | -                      | -                      | -                      |
| Узинбулак, селище | -             | 47                     | -                      | -                      | -                      |